# Stadion Miejski w Goleniowie

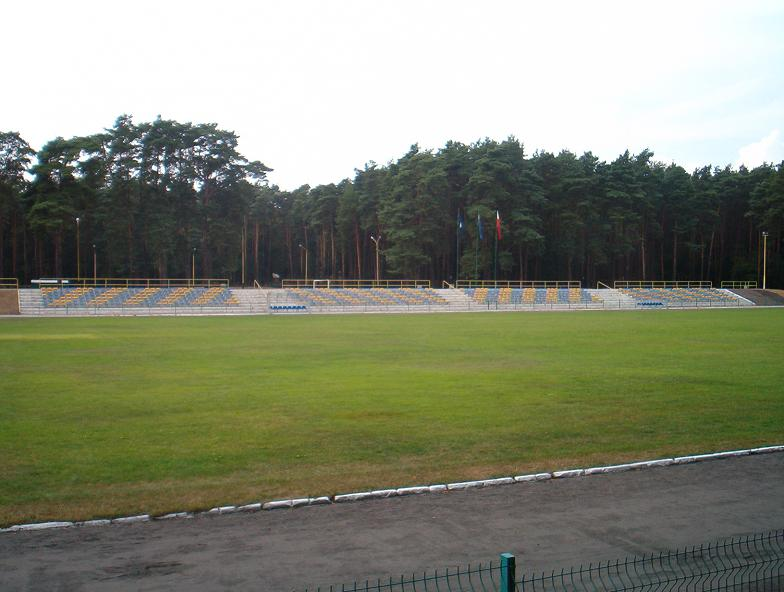
Trybuny

Stadion Miejski w Goleniowie - stadion piłkarski, w którym mają swoje siedziby Ośrodek Sportu i Rekreacji (dawniej Goleniowski Młodzieżowy Dom Sportu) i Miejski Klub Sportowy Ina Goleniów. Po remoncie stadion posiada 948 miejsc siedzących (krzesełek) w granatowo-żółtych barwach gminy Goleniów. Bieżnia wokół murawy jest oświetlona. W 2005 roku wybudowano boisko treningowe ze sztuczną murawą i oświetleniem. Znajdują się tam dwa boiska do koszykówki, dwa korty tenisowe oraz boisko do piłki nożnej. Głównym użytkownikiem boisk jest Ina Goleniów, która rozgrywa mecze o mistrzostwo IV ligi. 
Jednym z najważniejszych wydarzeń w ostatnich latach była organizacja Finału Pucharu Polski na szczeblu wojewódzkim. Po jednostronnym meczu Flota Świnoujście pokonała Sławę Sławno 5:0.
9 marca 2007 roku na stadionie rozegrane zostało towarzyskie spotkanie kobiecych reprezentacji U-17 Polski i Belgii zakończone wynikiem 2:0 (1:0).